# Sailaja Acharya
Sailaja Acharya (ur. 1944 zm. 12 czerwca 2009) – nepalska polityk.
W 1994 dostała się do Izby Reprezentantów. Pięć lat później nie uzyskała reelekcji. W latach 1991–1993 była ministrem rolnictwa i lasów w rządzie swojego wuja Giriji Prasad Koirali. Od 18 kwietnia do 28 grudnia 1998 pełniła funkcje wicepremiera i ministra zasobów wodnych w kolejnym gabinecie Koirali. W grudniu 2006 została mianowana ambasadorem Nepalu w Indiach nie objęła jednak placówki z powodu złego stanu zdrowia.
Działała również w strukturach Kongresu Nepalskiego (wiceprzewodnicząca partii ok. 1998 - 1999, kandydatka na przewodniczącą w październiku 2000, członkini Centralnego Komitetu Roboczego).